# Мотаунг, Сизве
Сизве Мотаунг (англ. Sizwe Motaung; 7 января 1970, Ньюкасл, Квазулу-Натал — 16 августа 2001, Ньюкасл, Квазулу-Натал) — южноафриканский футбольный защитник, который играл за «Джомо Космос», «Мамелоди Сандаунз», «Санкт-Галлен», «Тенерифе», «Кайзер Чифс» и «Орландо Пайретс», а также на международном уровне за национальную сборную.
Умер от заболевания, связанного со СПИДом, в своём доме в Ньюкасле 16 августа 2001 года в возрасте 31 года.